# Германия на летних Олимпийских играх 1992
На летних Олимпийских играх 1992 года сборная Германии завоевала 33 золотых, 21 серебряных и 28 бронзовых медалей, что вывело сборную на 3-е место в неофициальном командном зачёте. 

## Медалисты
| Медаль | Спортсмен | Вид спорта                  | Дисциплина                                                 |
| ------ | --- | --------------------------- | ---------------------------------------------------------- |
| Золото | Дитер Бауман | Лёгкая атлетика             | Мужчины, 5000 м                                            |
| Золото | Хайке Хенкель | Лёгкая атлетика             | Женщины, прыжки в высоту                                   |
| Золото | Хайке Дрекслер | Лёгкая атлетика             | Женщины, прыжки в длину                                    |
| Золото | Зильке Ренк | Лёгкая атлетика             | Женщины, метание копья                                     |
| Золото | Андреас Тевс | Бокс                        | Мужчины, до 57 кг                                          |
| Золото | Торстен Май | Бокс                        | Мужчины, до 81 кг                                          |
| Золото | Биргит Шмидт | Гребля на байдарках и каноэ | Женщины, байдарка-одиночка, 500 м                          |
| Золото | Анке фон Зек Рамона Портвих | Гребля на байдарках и каноэ | Женщины, байдарка-двойка, 500 м                            |
| Золото | Кай Блум Торстен Гуче | Гребля на байдарках и каноэ | Мужчины, байдарка-двойка, 500 м                            |
| Золото | Кай Блум Торстен Гуче | Гребля на байдарках и каноэ | Мужчины, байдарка-двойка, 1000 м                           |
| Золото | Оливер Кегель Томас Райнек Марио фон Аппен Андре Воллебе | Гребля на байдарках и каноэ | Мужчины, байдарка-четвёрка, 1000 м                         |
| Золото | Ульрих Папке Инго Шпелли | Гребля на байдарках и каноэ | Мужчины, каноэ-двойка, 1000 м                              |
| Золото | Элизабет Михелер | Гребной слалом              | Женщины, байдарка-одиночка                                 |
| Золото | Йенс Фидлер | Велоспорт                   | Мужчины, велотрек, спринт                                  |
| Золото | Гуидо Фульст Михаэль Глёкнер Йенс Леман Штефан Штайнвег Андреас Вальцер | Велоспорт                   | Мужчины, велотрек, командная гонка преследования           |
| Золото | Бернд Диттерт Кристиан Майер Уве Пешель Михаэль Рих | Велоспорт                   | Мужчины, велошоссе, командная гонка 100 км                 |
| Золото | Петра Росснер | Велоспорт                   | Женщины, велотрек, индивидуальная гонка преследования 3 км |
| Золото | Лудгер Бербаум | Конный спорт                | Конкур, индивидуальное первенство                          |
| Золото | Николе Упхофф | Конный спорт                | Выездка, индивидуальное первенство                         |
| Золото | Клаус Балькенхоль Моника Теодореску Николе Упхофф Изабель Верт | Конный спорт                | Выездка, командное первенство                              |
| Золото | Эльмар Боррман Роберт Фелисяк Арнд Шмитт Уве Проске Владимир Резниченко | Фехтование                  | Мужчины, шпага, командное первенство                       |
| Золото | Удо Вагнер Ульрих Шрек Торстен Вайднер Александер Кох Инго Вайсенборн | Фехтование                  | Мужчины, рапира, командное первенство                      |
| Золото | Михаэль Кнаут Кристофер Райц Карстен Фишер Ян-Петер Тевес Фолькер Фрид Клаус Михлер Андреас Келлер Михаэль Мец Кристиан Блунк Свен Майнхардт Михаэль Хильгерс Андреас Беккер Штефан Залигер Штефан Тевес Кристиан Майерхёфер Оливер Курц | Хоккей на траве             | Мужчины                                                    |
| Золото | Томас Ланге | Академическая гребля        | Мужчины, одиночки                                          |
| Золото | Андреас Хайек Михаэль Штайнбах Штефан Фолькерт Андре Вилльмс | Академическая гребля        | Мужчины, четвёрки парные                                   |
| Золото | Катрин Борон Керстин Кёппен | Академическая гребля        | Женщины, двойки парные                                     |
| Золото | Керстин Мюллер Кристина Мундт Биргит Петер Сибилла Шмидт | Академическая гребля        | Женщины, четвёрки парные                                   |
| Золото | Ральф Шуман | Стрельба                    | Мужчины, скорострельный пистолет, 25 м                     |
| Золото | Михаэль Якозитц | Стрельба                    | Мужчины, винтовка, движущаяся мишень, 10 м                 |
| Золото | Дагмар Хазе | Плавание                    | Женщины, 400 м вольным стилем                              |
| Золото | Борис Беккер Михаэль Штих | Теннис                      | Мужчины, парный разряд                                     |
| Золото | Ронни Веллер | Тяжёлая атлетика            | Мужчины, до 110 кг                                         |
| Золото | Майк Булльман | Греко-римская борьба        | Мужчины, до 90 кг                                          |

| Медаль  | Спортсмен | Вид спорта                  | Дисциплина                                            |
| ------- | --- | --------------------------- | ----------------------------------------------------- |
| Серебро | Юрген Шульт | Лёгкая атлетика             | Мужчины, метание диска                                |
| Серебро | Марко Рудольф | Бокс                        | Мужчины, до 60 кг                                     |
| Серебро | Ульрих Папке Инго Шпелли | Гребля на байдарках и каноэ | Мужчины, каноэ-двойка, 500 м                          |
| Серебро | Катрин Борхерт Биргит Фишер Анке фон Зек Рамона Портвих | Гребля на байдарках и каноэ | Женщины, байдарка-четвёрка, 500 м                     |
| Серебро | Йенс Леман | Велоспорт                   | Мужчины, велотрек, индивидуальная гонка преследования |
| Серебро | Аннетт Нойман | Велоспорт                   | Женщины, велотрек, спринт                             |
| Серебро | Херберт Блёккер | Конный спорт                | Конное троеборье, личное первенство                   |
| Серебро | Изабель Верт | Конный спорт                | Выездка, личное первенство                            |
| Серебро | Цита-Эва Функенхаузер Сабине Бау Аня Фихтель-Мауриц Моника Вебер Аннетте Добмайер | Фехтование                  | Женщины, рапира, командное первенство                 |
| Серебро | Бритта Беккер Таня Диккеншайд Надине Эрнстинг-Кринке Кристине Фернек Эва Хагенбоймер Франциска Хенчель Карен Юнгъохан Катрин Каушке Ирина Кунт Хайке Лецш Сюзанне Мюллер Тина Петерс Симоне Томашински Бьянка Вайсс Анке Вильд Сюзи Волльшлегер | Хоккей на траве             | Женщины                                               |
| Серебро | Андреас Веккер | Спортивная гимнастика       | Мужчины, перекладина                                  |
| Серебро | Петер Хёльценбайн Колин фон Эттингхаузен | Академическая гребля        | Мужчины, двойки распашные без рулевого                |
| Серебро | Ральф Брудель Карстен Фингер Уве Келльнер Торальф Петерс Хендрик Райхер | Академическая гребля        | Мужчины, четвёрки распашные с рулевым                 |
| Серебро | Ингебург Шверцман Штефани Верремайер | Академическая гребля        | Женщины, двойки распашные без рулевого                |
| Серебро | Франциска ван Альмсик | Плавание                    | Женщины, 200 м вольным стилем                         |
| Серебро | Дагмар Хазе | Плавание                    | Женщины, 200 м на спине                               |
| Серебро | Яна Дёррис Дагмар Хазе Даниэла Хунгер Франциска ван Альмсик | Плавание                    | Женщины, эстафета 4×100 м комбинированная             |
| Серебро | Штеффен Фецнер Йёрг Росскопф | Настольный теннис           | Мужчины, парный разряд                                |
| Серебро | Штеффи Граф | Теннис                      | Женщины, одиночный разряд                             |
| Серебро | Рыфат Йылдыз | Греко-римская борьба        | Мужчины, до 57 кг                                     |
| Серебро | Хайко Бальц | Вольная борьба              | Мужчины, до 100 кг                                    |

| Медаль | Спортсмен | Вид спорта                  | Дисциплина                               |
| ------ | --- | --------------------------- | ---------------------------------------- |
| Бронза | Штефан Фрайганг | Лёгкая атлетика             | Мужчины, марафон                         |
| Бронза | Рональд Вайгель | Лёгкая атлетика             | Мужчины, ходьба 50 км                    |
| Бронза | Катрин Наймке | Лёгкая атлетика             | Женщины, толкание ядра                   |
| Бронза | Карен Форкель | Лёгкая атлетика             | Женщины, метание копья                   |
| Бронза | Сабине Браун | Лёгкая атлетика             | Женщины, семиборье                       |
| Бронза | Ян Кваст | Бокс                        | Мужчины, до 48 кг                        |
| Бронза | Олаф Хойкродт | Гребля на байдарках и каноэ | Мужчины, каноэ-одиночка, 500 м           |
| Бронза | Йохен Леттман | Гребной слалом              | Мужчины, байдарка-одиночка               |
| Бронза | Брита Бальдус | Прыжки в воду               | Женщины, 3-метровый трамплин             |
| Бронза | Херберт Блёккер Маттиас Бауман Ральф Эренбринк Корд Мизегес                                                                                | Конный спорт                | Конное троеборье, командное первенство   |
| Бронза | Клаус Балькенхоль | Конный спорт                | Выездка, личное первенство               |
| Бронза | Андреас Веккер | Спортивная гимнастика       | Мужчины, конь                            |
| Бронза | Андреас Веккер | Спортивная гимнастика       | Мужчины, кольца                          |
| Бронза | Рихард Траутман | Дзюдо                       | Мужчины, до 60 кг                        |
| Бронза | Удо Квелльмальц | Дзюдо                       | Мужчины, до 65 кг                        |
| Бронза | Роланд Бар Армин Айххольц Детлеф Кирххоф Манфред Кляйн Бане Рабе Франк Рихтер Ханс Зенневальд Торстен Штреппельхоф Ансгар Весслинг         | Академическая гребля        | Мужчины, восьмёрки                       |
| Бронза | Антье Франк Аннетте Хон Габриэле Мель Бирте Зих                                                                                            | Академическая гребля        | Женщины, четвёрки распашные без рулевого |
| Бронза | Сильвия Дёрдельман Катрин Хаккер Кристиане Харцендорф Даниэла Нойнаст Керстин Петерсман Дана Пириц Аннегрет Штраух Уте Вагнер Юдит Цайдлер | Академическая гребля        | Женщины, восьмёрки                       |
| Бронза | Йоханн Ридерер | Стрельба                    | Мужчины, пневматическая винтовка, 10 м   |
| Бронза | Йёрг Хоффман | Плавание                    | Мужчины, 1500 м вольным стилем           |
| Бронза | Марк Пингер Дирк Рихтер Кристиан Трёгер Штеффен Цеснер                                                                                     | Плавание                    | Мужчины, эстафета 4×100 м вольным стилем |
| Бронза | Франциска ван Альмсик | Плавание                    | Женщины, 100 м вольным стилем            |
| Бронза | Керстин Кильгасс | Плавание                    | Женщины, 200 м вольным стилем            |
| Бронза | Яна Хенке | Плавание                    | Женщины, 800 м вольным стилем            |
| Бронза | Даниэла Хунгер | Плавание                    | Женщины, 200 м комплексным плаванием     |
| Бронза | Даниэла Хунгер Симоне Озигус Франциска ван Альмсик Мануэла Штелльмах                                                                       | Плавание                    | Женщины, эстафета 4×100 м вольным стилем |
| Бронза | Андреас Бем | Тяжёлая атлетика            | Мужчины, до 67,5 кг                      |
| Бронза | Манфред Нерлингер | Тяжёлая атлетика            | Мужчины, свыше 110 кг                    |

## Результаты соревнований

### Академическая гребля
В следующий раунд из каждого заезда проходили несколько лучших экипажей (в зависимости от дисциплины). В финал A выходили 6 сильнейших экипажей, остальные разыгрывали места в утешительных финалах B-D.
Мужчины
| Соревнование | Спортсмены                               | Предварительный заезд | Предварительный заезд | Предварительный заезд | Отборочный заезд | Отборочный заезд | Отборочный заезд | Полуфинал     | Полуфинал     | Полуфинал     | Финал   | Финал   | Итоговое место |
| Соревнование | Спортсмены                               | Заезд                 | Время                 | Место                 | Заезд            | Время            | Место            | Заезд         | Время         | Место         | Время   | Место   | Итоговое место |
| ------------ | ---------------------------------------- | --------------------- | --------------------- | --------------------- | ---------------- | ---------------- | ---------------- | ------------- | ------------- | ------------- | ------- | ------- | -------------- |
| одиночки     | Томас Ланге                              | 3                     | 7:08,13               | 1 Q                   | Не участвовал    | Не участвовал    | Не участвовал    | Полуфинал A/B | Полуфинал A/B | Полуфинал A/B | Финал A | Финал A | 1              |
| одиночки     | Томас Ланге                              | 3                     | 7:08,13               | 1 Q                   | Не участвовал    | Не участвовал    | Не участвовал    | 1             | 6:54,54       | 1 QA          | 6:51.40 | 1       | 1              |
| двойки       | Колин фон Эттингхаузен Петер Хёльценбайн | 1                     | 6:41,65               | 1 Q                   | не участвовали   | не участвовали   | не участвовали   | 1             | 6:33,72       | 2 QA          | Финал A | Финал A | 2              |
| двойки       | Колин фон Эттингхаузен Петер Хёльценбайн | 1                     | 6:41,65               | 1 Q                   | не участвовали   | не участвовали   | не участвовали   | 1             | 6:33,72       | 2 QA          | 6:32,68 | 2       | 2              |

### Водные виды спорта

#### Прыжки в воду
Мужчины
| Соревнование      | Спортсмены    | Предварительный раунд | Предварительный раунд | Финал                | Финал                |
| Соревнование      | Спортсмены    | Результат             | Место                 | Результат            | Место                |
| ----------------- | ------------- | --------------------- | --------------------- | -------------------- | -------------------- |
| Трамплин, 3 метра | Альбин Киллат | 392,10                | 3 (Q)                 | 556,35               | 10                   |
| Трамплин, 3 метра | Ян Хемпель    | 353,85                | 18                    | Завершил выступление | Завершил выступление |
| Вышка, 10 метров  | Ян Хемпель    | 426,27                | 3 (Q)                 | 574,17               | 4                    |
| Вышка, 10 метров  | Михаэль Кюне  | 393,21                | 6 (Q)                 | 558,54               | 7                    |

Женщины
| Соревнование      | Спортсмены    | Предварительный раунд | Предварительный раунд | Финал                 | Финал                 |
| Соревнование      | Спортсмены    | Результат             | Место                 | Результат             | Место                 |
| ----------------- | ------------- | --------------------- | --------------------- | --------------------- | --------------------- |
| Трамплин, 3 метра | Брита Бальдус | 312,90                | 2 (Q)                 | 503,07                | 3                     |
| Трамплин, 3 метра | Симона Кох    | 281,46                | 10 (Q)                | 468,96                | 7                     |
| Вышка, 10 метров  | Уте Ветциг    | 284,13                | 14                    | Завершила выступление | Завершила выступление |
| Вышка, 10 метров  | Моника Кюн    | 270,51                | 20                    | Завершила выступление | Завершила выступление |

### Гребля на байдарках и каноэ

#### Гребной слалом
Мужчины
| Б-1 | Йохен Леттман                 | 1:48,52 | 0  | 108,52 | 1:49,72 | 0   | 109,72 | 3  |
| Б-1 | Томас Беккер                  | 1:54,38 | 5  | 119,38 | 1:50,63 | 10  | 120,63 | 26 |
| К-1 | Мартин Ланг                   | 1:55,67 | 5  | 120,67 | 1:59,19 | 0   | 119,19 | 6  |
| К-1 | Сёрен Кауфман                 | 1:54,80 | 10 | 124,80 | 1:58,97 | 15  | 133,97 | 17 |
| К-2 | Манфред Берро Михаэль Труммер | 2:20,60 | 30 | 170,60 | 2:07,83 | 5   | 132,83 | 9  |
| К-2 | Томас Лозе Франк Хеммер       | 2:09,47 | 14 | 144,47 | 2:11,03 | 5   | 136,03 | 13 |
| К-2 | Удо Рауман Рюдигер Хюбберс    | 2:16,05 | 10 | 146,05 | 2:21,51 | 165 | 306,51 | 14 |

Женщины
| Б-1 | Элизабет Михелер-Джонс | 2:06,19 | 10 | 136,19 | 2:06,41 | 0 | 126,41 |   |
| Б-1 | Ева Рот                | 2:32,53 | 0  | 152,53 | 2:07,29 | 5 | 132,29 | 4 |
| Б-1 | Кордула Штрипекке      | 2:11,51 | 5  | 136,51 | 2:09,49 | 5 | 134,49 | 6 |